# Rosenmontagszug auf dem Neumarkt
Rosenmontagszug auf dem Neumarkt ist ein Gemälde aus dem Jahr 1836, das dem deutschen Maler Simon Meister zugeschrieben wird. Es befindet sich heute im Besitz des Kölnischen Stadtmuseums.

## Bildbeschreibung
Das Bild ist 135 Zentimeter breit und 100 Zentimeter hoch und zeigt den Rosenmontagszug auf dem Kölner Neumarkt. Im Vordergrund werden die am Festzug teilnehmenden Wagen und Fußgruppen gezeigt, im Hintergrund sind die romanische Basilika St. Aposteln und die zeitgenössische Umbauung des Neumarkts zu sehen. Der Zug wird von „Kölsche Boor“ und den Roten Funken angeführt, die als Nachfolger der Kölner Stadtsoldaten und gleichzeitig als Persiflage auf die Uniformierung der Preußischen Armee auftreten. 
Eine beherrschende Stellung nehmen die Narrenschiffe ein, mit denen unter Bezug auf Sebastian Brants spätmittelalterliches Werk Das Narrenschiff die Laster der Zeitgenossen aufs Korn genommen werden. Der Kölner Karneval 1836 stand unter dem Motto „Stein der Weisen“; links unterhalb der Bildmitte ist der Wagen des Vorsitzenden des Festkomitees Kölner Karneval, Peter Leven, zu sehen, in dem von diesem ein großer Stein gedreht wird. Die Suche nach dem Stein der Weisen wird auch auf anderen Wagen thematisiert. Rechts unterhalb der Bildmitte ist Held Carneval (später Prinz genannt) auf seinem Wagen zu sehen. Links im Bild wird ein Löwenwagen mit dem Reitergeneral im Dreißigjährigen Krieg Johann von Werth gezeigt, rechts vorne ist ein dampfendes Gerät zu sehen, mit dem die ersten Testfahrten mit Dampftraktoren auf der dazu eingerichteten Makadamstraße zwischen Köln und Bonn veralbert werden sollen.

## Hintergrund
Nachdem 1823 das Festkomitee Kölner Karneval gegründet worden war und die Rosenmontagsumzüge zentral organisiert wurden, begann eine Phase des Kölner Karnevals, die als „romantischer Karneval“ bezeichnet wird und bis 1843 anhielt. Während die ersten Züge noch in historisierenden Verkleidungen abgehalten wurden, wurde in den 1830er Jahren zunehmend auf aktuelle Ereignisse Bezug genommen. Das Gemälde stellt ein wichtiges Zeugnis des Kölner Karnevals von 1836 dar, zu dem es nur spärliche schriftliche Quellen gibt. Vom Kölner Lithograf David Levy Elkan ist die Lithografie Der Maskenzug im Kölner Karneval 1836 erhalten, in der die gleichen Gruppen wie auf dem Gemälde vorkommen. Dass es dem Maler um eine realistische Darstellung des Rosenmontagszugs ging, gilt daher als gesichert.